# Anne Bie Warburg
Anne Bie Warburg (født 3. marts 1953) er en dansk skuespiller og pornomodel, der medvirkede i de fleste af 1970'ernes danske sexkomedier, typisk sammen med sin daværende mand, Bent Warburg. De to havde oftest sexscener med hinanden, men dog også med andre medvirkende.
Anne Bie Warburg fik sin største rolle i filmen Sømænd på sengekanten (1976).

## Filmografi
- I Jomfruens tegn (1973)
- Sex-cirkusse (1973)
- I Tyrens tegn (1974)
- Per (1975)
- Der må være en sengekant (1975)
- I Tvillingernes tegn (1975)
- Justine och Juliette (1975)
- Bel Ami (1976)
- Hopla på sengekanten (1976)
- I Løvens tegn (1976)
- Sømænd på sengekanten (1976)